# Colonia Citlalmina
Colonia Citlalmina är en ort i Mexiko.   Den ligger i kommunen Ciudad Valles och delstaten San Luis Potosí, i den centrala delen av landet, 290 km norr om huvudstaden Mexico City. Colonia Citlalmina ligger 185 meter över havet och antalet invånare är 450.
Terrängen runt Colonia Citlalmina är platt åt sydväst, men åt nordost är den kuperad. Runt Colonia Citlalmina är det ganska tätbefolkat, med 78 invånare per kvadratkilometer. Närmaste större samhälle är Ciudad Valles, 6,1 km sydväst om Colonia Citlalmina. Omgivningarna runt Colonia Citlalmina är en mosaik av jordbruksmark och naturlig växtlighet.